# 阿尔伯特·爱因斯坦医学院
40°51′03″N 73°50′42″W / 40.850852°N 73.844949°W
阿尔伯特·爱因斯坦医学院（英語：Albert Einstein College of Medicine，也译作艾尔伯特、埃尔伯特），简称爱因斯坦医学院，是一所私立医学院，位于纽约市布朗克斯区，属于蒙蒂菲奥里医疗中心的一部分。
爱因斯坦医学院是美国首屈一指医学教育、基础研究和临床研究机构，过去5年医学研究方面名列全美前40名，世界前100名之内。在由哈佛医学院和旧金山加利福尼亚大学的研究人员发表的一项旨在消除美国“新闻与世界报告”排名中的主观指标的研究报告中，爱因斯坦相对于美国其他医学院校排名第13位，使其列入前10％。爱因斯坦目前在美国新闻与世界报道的153所医学院校中排名第39位。
爱因斯坦医学院的六个主要项目中心都是由美国国立卫生研究院指定设立的，包括阿尔伯特·爱因斯坦癌症中心，糖尿病中心、大脑和神经科学中心。2014-2015学年期间，爱因斯坦医学院在读学生有742个医学博士生，212个哲学博士生，102名攻读结合医学与哲学博士课程的学生，和292个博士后研究员。医学院的主校区和临床机构拥有超过2000名全职教职人员。研究人员于2014年从国立卫生研究院获得了1.57亿美元的研究经费，在美国138所医学院校中排名第25位。资金包括主要用于老龄化，智力发育障碍，糖尿病，癌症，肝脏疾病和艾滋病的研究。
此外，医学院致力于发展包括脑发育研究，神经科学，心脏病，减少和消除民族、种族的健康差距措施等专业。另外，医学院与蒙蒂菲奥里医疗中心合作，加快临床和转化研究的进展步伐，以造福患者。并且爱因斯坦医学院通过联合雅可比医学中心，以及布朗克斯，布鲁克林和长岛的其他三家医院系统，运行着美国最大的医疗和牙科专业住院医师和奖学金培训计划。在其开创性的教学实践中，爱因斯坦医学院是首批将临床实践与学习相结合的医学院之一，1年级的学生可以接触病人，将在教室中学习的知识与病案实例相结合。爱因斯坦是将生物伦理学发展作为一个学科纳入学院课程的开创者，是纽约市首个开设家庭医学部的私立医学院，也是首个开设以女性健康为主题的内科住院医培训项目的医学院。
2024年，在戈特斯曼向醫學院捐贈10億美元後，學校宣布報銷目前全體學生的學費，並永久停收學費。

## 学位分類
医学博士学位
医学博士-研究博士双学位  
研究博士学位
- 生物医学科[12] [13]
- 临床研究科[14]

硕士学位
- 临床研究科[15]
- 生物伦理科[16]

## 院系设置
爱因斯坦在医学和基础科学的各个领域有许多院系。
| - 解剖和结构生物学系 - 麻醉学系 - 生物化学系 - 心胸外科 - 细胞生物学系 - 牙科系 - 发育与分子生物学系 - 急诊医学系 - 流行病学和人口健康 - 家庭和社会医学 - 基因 - 医学（部门） - 过敏和免疫学 - 心脏病学 - 重症监护医学 - 皮肤科 - 内分泌学 - 胃肠病学 - 一般内科 - 老年医学 - 血液学 - 肝病学 - 传染性疾病 - 肾脏病 - 肿瘤学 - 肺部医学 - 风湿病 - 微生物学和免疫学 - 分子药理学 - Leo M. Davidoff神经外科系 - Saul R. Korey神经病学系 - Dominick P. Purpura神经科学系 - 核医学 - 妇产科和妇女健康 - 眼科和视觉科学 - 骨科手术 - 耳鼻喉科 - 头颈外科 - 病理 - 儿科系 - 生理学和生物物理学系系 - 精神病学和行为科学系 - 放射肿瘤学系 - 放射学系 - Arthur S. Abramson康复医学系 - 声音视图Throgs颈部社区心理健康中心 - 手术系 - 系统和计算生物学系 - 泌尿学系 |